# シレト
シレトまたはシレット (Siret) は、ルーマニア北部の都市である。ドナウ川の支流シレト川沿いにある。
市街からウクライナ国境までは2キロメートルで、市域は国境に達する。ウクライナとの間には鉄道と道路が通じる。鉄道の軌間はルーマニアでは標準軌、ウクライナでは広軌なので、積換えなしで国境を越えられるようシレトには軌間変更設備がある。